# A világ legnagyobb légitársaságai
A világ legnagyobb légitársasága több szempontból is definiálható: bevétel alapján a Delta Air Lines, utasszám, utaskilométerek, flottaméret és piaci érték alapján az American Airlines, szállított rakomány súlya alapján a FedEx Express, kiszolgált országok száma alapján a Turkish Airlines, útvonalak alapján a Ryanair, úticélok alapján pedig a UPS Airlines áll az első helyen.

## Bevétel alapján (részvénytársaságok)
| Helyezés | Légitársaság                 | Ország                      | Bevétel (milliárd USD) | Haszon (milliárd USD) | Vagyon (milliárd USD) | Piaci kap. (milliárd USD) | Alkalmazottak száma |
| -------- | ---------------------------- | --------------------------- | ---------------------- | --------------------- | --------------------- | ------------------------- | ------------------- |
| 1        | Delta Air Lines              | Amerikai Egyesült Államok   | 35.1                   | 0.5                   | 73.7                  | 28.0                      | 80 000              |
| 2        | American Airlines Group      | Amerikai Egyesült Államok   | 34.8                   | –2.4                  | 67.4                  | 13.1                      | 123 400             |
| 3        | United Airlines              | Amerikai Egyesült Államok   | 29.0                   | –2.0                  | 69.0                  | 16.8                      | 84 100              |
| 4        | Lufthansa-csoport            | Németország                 | 19.9                   | –2.6                  | 49.5                  | 9.3                       | 105 290             |
| 5        | Air France-KLM               | Franciaország/ Hollandia    | 16.9                   | –3.9                  | 34.9                  | 2.9                       | 42 000              |
| 6=       | Southwest Airlines           | Amerikai Egyesült Államok   | 15.8                   | 1.0                   | 38.2                  | 27.8                      | 55 093              |
| 6=       | China Southern Airlines      | Kína                        | 15.8                   | –1.9                  | 50.7                  | 9.5                       | 100 431             |
| 8        | Turkish Airlines             | Törökország                 | 10.9                   | 0.9                   | 26.6                  | 3.7                       | 37 760              |
| 9        | China Eastern Airlines       | Kína                        | 10.4                   | –1.9                  | 45.3                  | 6.3                       | 80 321              |
| 10       | International Airlines Group | Spanyolország/ UK/ Írország | 9.9                    | –3.5                  | 39.1                  | 9.5                       | 56 658              |

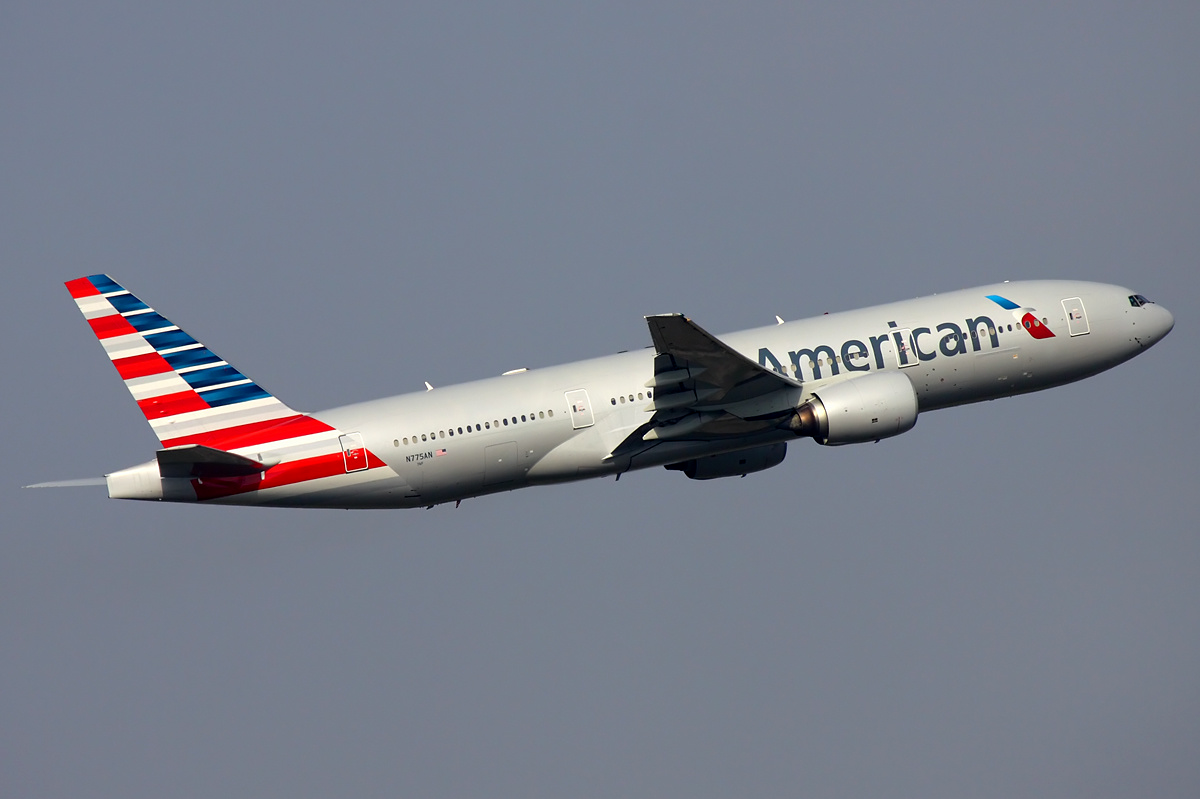
American Airlines Boeing 777-200ER

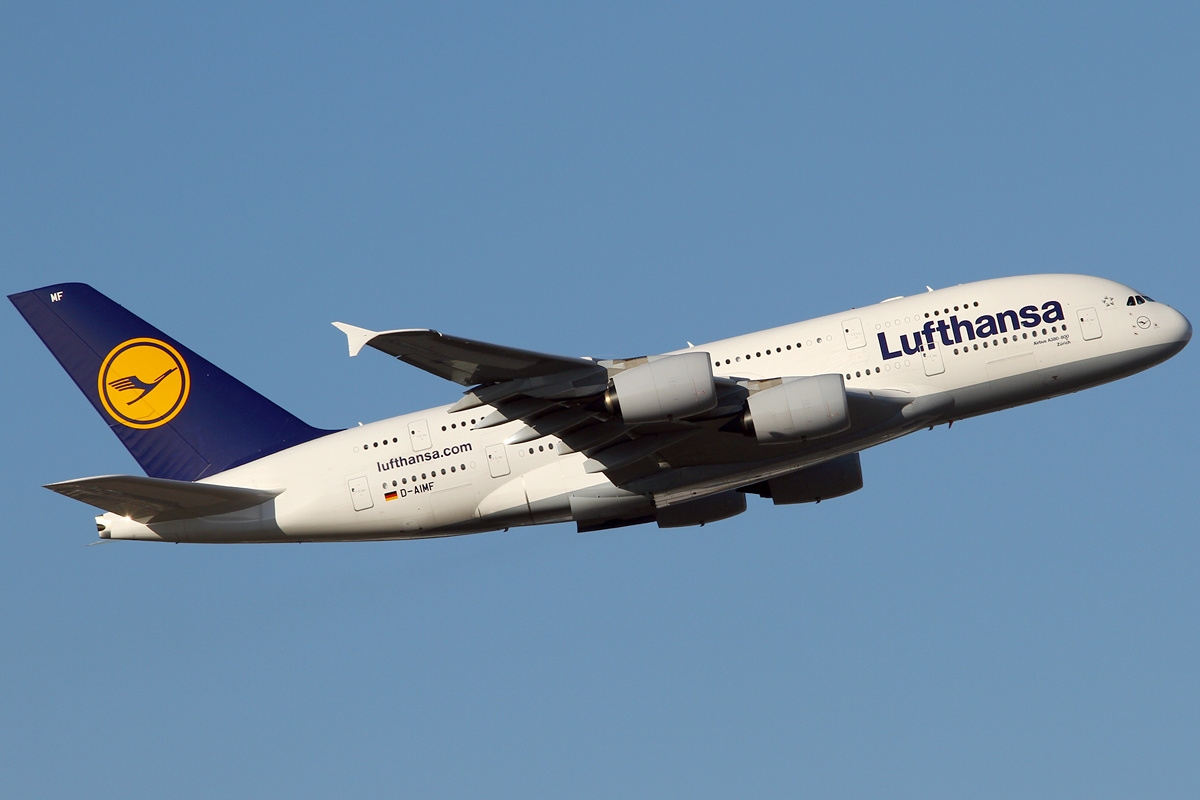
Lufthansa Airbus A380-800

Az Emirates Airlines állami tulajdonú cég, ezért nem szerepel a részvénytársaságok listáján. A 2014-15. éves jelentés alapján 88 819 milliárd AED (24,2 milliárd USD) bevétellel, 4555 milliárd AED (1,24 milliárd USD) haszonnal és 111 362 milliárd AED (30,34 milliárd USD) vagyonnal rendelkezett. Alkalmazottainak száma 56 725 fő volt.

## Szállított utasok száma alapján (millió fő)
| Helyezés | Légitársaság            | Ország                                        | 2019   | 2018   | 2017   | 2016  | 2015    | 2014    | 2013    | 2012    | 2011    |
| -------- | ----------------------- | --------------------------------------------- | ------ | ------ | ------ | ----- | ------- | ------- | ------- | ------- | ------- |
| 1        | American Airlines Group | Egyesült Államok                              | 215.18 | 203.74 | 199.6  | 198.7 | 146.53  | 87.83   | 86.823  | 86.335  | 86.042  |
| 2        | Delta Air Lines         | Egyesült Államok                              | 204.00 | 192.46 | 186.4  | 183.7 | 138.842 | 129.433 | 120.636 | 116.726 | 113.731 |
| 3        | Southwest Airlines      | Egyesült Államok                              | 162.68 | 163.60 | 157.8  | 151.8 | 144.575 | 129.087 | 115.323 | 112.234 | 110.587 |
| 4        | United Airlines         | Egyesült Államok                              | 162.44 | 158.33 | 148.1  | 143.2 | 95.384  | 90.439  | 90.161  | 92.619  | 50.473  |
| 5        | Ryanair                 | Írország                                      | 152.4  | 139.2  | 130.3  | 119.8 | 101.401 | 86.370  | 81.395  | 79.649  | 76.422  |
| 6        | China Southern Airlines | Kína                                          | 151.63 | 139.8  | 126.3  | 84.9  | 109.301 | 100.683 | 91.504  | 86.277  | 80.545  |
| 7        | Lufthansa Group         | Németország                                   | 145.2  | 142.3  | 130.0  | 117.4 | 115.2   | 112.5   | 110.4   | 108.9   | 112.0   |
| 8        | China Eastern Airlines  | Kína                                          |        | 121.1  | 110.8  | 80.9  | 75.139  | 66.174  | 62.653  | 79.61   | 73.1    |
| 9        | IAG                     | Spanyolország · Egyesült Királyság · Írország | 118.3  | 112.92 | 104.83 | 100.7 | 94.9    | 77.3    | 67.2    | 54.6    | 51.7    |
| 10       | Air China Group         | Kína                                          | 115.00 | 109.7  | 101.6  | 96.5  | 89.8    | 83.0    | 77.7    | 72.4    | 69.4    |

## Menetrend szerinti utaskilométerek alapján (millió km)
| Helyezés | Csoport                      | Ország                             | 2017    |
| -------- | ---------------------------- | ---------------------------------- | ------- |
| 1        | American Airlines Group      | Egyesült Államok                   | 364,191 |
| 2        | Delta Air Lines              | Egyesült Államok                   | 350,299 |
| 3        | United Airlines Holdings     | Egyesült Államok                   | 347,963 |
| 4        | The Emirates Group           | Egyesült Arab Emírségek            | 292,221 |
| 5        | Lufthansa-csoport            | Németország                        | 261,156 |
| 6        | International Airlines Group | Spanyolország · Egyesült Királyság | 252,819 |
| 7        | Air France–KLM               | Franciaország · Hollandia          | 248,476 |
| 8        | China Southern Airlines      | Kína                               | 230,697 |
| 9        | Southwest Airlines           | Egyesült Államok                   | 207,802 |
| 10       | Air China                    | Kína                               | 201,090 |

| Helyezés | Légitársaság            | Ország                  | 2018    | 2016    | 2015    | 2014    | 2013    | 2012    | 2011    |
| -------- | ----------------------- | ----------------------- | ------- | ------- | ------- | ------- | ------- | ------- | ------- |
| 1        | American Airlines       | Egyesült Államok        | 330,577 | 320,044 | 320,813 | 208,046 | 206,551 | 203,336 | 203,485 |
| 2        | Delta Air Lines         | Egyesült Államok        | 330,034 | 308,088 | 302,512 | 290,862 | 277,560 | 271,567 | 269,724 |
| 3        | United Airlines         | Egyesült Államok        | 329,562 | 299,080 | 294,970 | 287,547 | 286,802 | 288,282 | 160,270 |
| 4        | Emirates                | Egyesült Arab Emírségek | 302,298 | 270,797 | 251,190 | 230,855 | 209,377 | 180,880 | 153,264 |
| 5        | Southwest Airlines      | Egyesült Államok        | 214,561 | 200,848 | 189,097 | 162,445 | 145,124 | 137,708 | 134,918 |
| 6        | China Southern Airlines | Kína                    | 200,239 | 205,720 | 189,186 | 166,074 | 147,841 | 135,021 | 121,944 |
| 7        | Ryanair                 | Írország                | 170,900 | 142,740 | 125,194 |         |         |         |         |
| 8        | China Eastern Airlines  | Kína                    | 166,282 | 138,042 |         |         |         |         |         |
| 9        | Air China               | Kína                    | 161,199 |         |         |         |         |         | -       |
| 10       | Lufthansa               | Németország             | 158,986 | 149,702 | 145,904 | 143,403 | 144,236 | 142,512 | 140,972 |
|          | British Airways         | Egyesült Királyság      |         | 144,028 | 140,780 | 137,204 | 130,129 | 124,318 | 116,864 |

## Szállított rakomány súlya alapján (millió)
| Helyezés | Légitársaság             | Ország                  | 2018   | 2017   | 2016   | 2015   | 2014   | 2013   | 2012   | 2011   |
| -------- | ------------------------ | ----------------------- | ------ | ------ | ------ | ------ | ------ | ------ | ------ | ------ |
| 1        | FedEx                    | Egyesült Államok        | 17,499 | 16,851 | 15,712 | 15,799 | 16,020 | 16,127 | 16,108 | 15,939 |
| 2        | Emirates SkyCargo        | Egyesült Arab Emírségek | 12,713 | 12,715 | 12,270 | 12,157 | 11,240 | 10,459 | 9,319  | 8,132  |
| 3        | Qatar Airways Cargo      | Katar                   | 12,695 | 10,999 | 9,221  | 7,660  | 5,997  | 4,972  |        |        |
| 4        | United Parcel Service    | Egyesült Államok        | 12,459 | 11,940 | 11,264 | 10,807 | 10,936 | 10,584 | 10,416 | 10,566 |
| 5        | Cathay Pacific Cargo     | Hong Kong               | 11,284 | 10,772 | 9,947  | 9,935  | 9,464  | 8,241  | 8,433  | 9,109  |
| 6        | Korean Air Cargo         | Dél-Korea               | 7,839  | 8,015  | 7,666  | 7,761  | 8,079  | 7,666  | 8,144  | 8,974  |
| 7        | Lufthansa Cargo          | Németország             | 7,394  | 7,317  | 7,384  | 6,888  | 7,054  | 7,218  | 7,175  | 7,674  |
| 8        | Cargolux                 | Luxemburg               | 7,322  | 7,322  | 6,878  | 6,309  | 5,753  | 5,225  |        |        |
| 9        | Air China Cargo          | Kína                    | 7,051  | 6,701  | 6,089  | 5,718  |        |        |        |        |
| 10       | China Southern Airlines  | Kína                    | 6,597  |        |        |        |        |        |        |        |
|          | Singapore Airlines Cargo | Szingapúr               |        | 6,592  | 6,345  | 6,083  | 6,019  | 6,240  | 6,694  | 7,118  |

## Flottaméret alapján
| Helyezés | Légitársaság            | Ország           | Flotta | Szélestörzsű | Keskenytörzsű | Regionális |
| -------- | ----------------------- | ---------------- | ------ | ------------ | ------------- | ---------- |
| 1        | American Airlines       | Egyesült Államok | 891    | 118          | 773           | 20         |
| 2        | United Airlines         | Egyesült Államok | 819    | 210          | 609           |            |
| 3        | Delta Air Lines         | Egyesült Államok | 775    | 120          | 655           |            |
| 4        | Southwest Airlines      | Egyesült Államok | 753    |              | 753           |            |
| 5        | China Southern Airlines | Kína             | 603    | 97           | 463           | 19         |
| 6        | China Eastern Airlines  | Kína             | 578    | 79           | 491           | 3          |
| 7        | SkyWest                 | Egyesült Államok | 486    |              |               | 486        |
| 8        | Ryanair                 | Írország         | 456    |              | 456           |            |
| 9        | Air China               | Kína             | 439    | 130          | 306           |            |
| 10       | FedEx                   | Egyesült Államok | 378    | 267          | 111           |            |
| 11       | Lufthansa               | Németország      | 360    | 115          | 198           | 47         |
| 12       | Turkish Airlines        | Törökország      | 332    | 107          | 225           |            |

## Kiszolgált országok száma alapján
| Helyezés | Légitársaság       | Ország                  | Kiszolgált országok (S1 2019) |
| -------- | ------------------ | ----------------------- | ----------------------------- |
| 1        | Turkish Airlines   | Törökország             | 121                           |
| 2        | Air France         | Franciaország           | 91                            |
| 3        | British Airways    | Egyesült Királyság      | 82                            |
| 4        | Ethiopian Airlines | Etiópia                 | 81                            |
| 5        | Emirates           | Egyesült Arab Emírségek | 78                            |
| 6        | Qatar Airways      | Katar                   | 78                            |
| 7        | Lufthansa          | Németország             | 75                            |
| 8        | KLM                | Hollandia               | 67                            |
| 9        | American Airlines  | Egyesült Államok        | 62                            |
| 9        | United Airlines    | Egyesült Államok        | 62                            |

## Útvonalak alapján
| Helyezés | Légitársaság            | Ország             | Útvonalak (S1 2019) |
| -------- | ----------------------- | ------------------ | ------------------- |
| 1        | Ryanair                 | Írország           | 1,831               |
| 2        | American Airlines       | Egyesült Államok   | 1,106               |
| 3        | United Airlines         | Egyesült Államok   | 950                 |
| 4        | easyJet                 | Egyesült Királyság | 945                 |
| 5        | Delta Air Lines         | Egyesült Államok   | 939                 |
| 6        | Southwest Airlines      | Egyesült Államok   | 754                 |
| 7        | China Southern Airlines | Kína               | 667                 |
| 7        | China Eastern Airlines  | Kína               | 648                 |
| 8        | Wizz Air                | Magyarország       | 615                 |
| 9        | Air China               | Kína               | 470                 |
| 10       | TUI Airways             | Egyesült Királyság | 470                 |

## Útícélok alapján
| Helyezés | Légitársaság           | Ország           | Úticél (2017. december) |
| -------- | ---------------------- | ---------------- | ----------------------- |
| 1        | United Parcel Service  | Egyesült Államok | 815                     |
| 2        | FedEx                  | Egyesült Államok | 375                     |
| 3        | United Airlines        | Egyesült Államok | 373                     |
| 4        | American Airlines      | Egyesült Államok | 350                     |
| 5        | Delta Air Lines        | Egyesült Államok | 320                     |
| 6        | Turkish Airlines       | Törökország      | 302                     |
| 7        | Lufthansa              | Németország      | 274                     |
| 8        | China Eastern Airlines | Kína             | 217                     |
| 9        | Air France             | Franciaország    | 204                     |
| 10       | Air China              | Kína             | 201                     |

## Piaci érték alapján (milliárd USD)
| Helyezés | Légitársaság            | Ország                  | Milliárd USD |
| -------- | ----------------------- | ----------------------- | ------------ |
| 1        | American Airlines       | Egyesült Államok        | 9.094        |
| 2        | Delta Air Lines         | Egyesült Államok        | 8.712        |
| 3        | United Airlines         | Egyesült Államok        | 7.027        |
| 4        | Emirates                | Egyesült Arab Emírségek | 5.336        |
| 5        | Southwest Airlines      | Egyesült Államok        | 5.298        |
| 6        | China Southern Airlines | Kína                    | 4.063        |
| 7        | China Eastern Airlines  | Kína                    | 3.81         |
| 8        | British Airways         | Egyesült Királyság      | 3.484        |
| 9        | Air China               | Kína                    | 3.433        |
| 10       | Lufthansa               | Németország             | 2.914        |

## Fordítás
- Ez a szócikk részben vagy egészben  a   World's largest airlines című angol Wikipédia-szócikk fordításán alapul.  Az eredeti cikk szerkesztőit annak laptörténete sorolja fel. Ez a jelzés csupán a megfogalmazás eredetét és a szerzői jogokat jelzi, nem szolgál a cikkben szereplő információk forrásmegjelöléseként.